# Dainita
Dainita es un género de foraminífero bentónico de la Subfamilia Glandulininae, de la Familia Glandulinidae, de la Superfamilia Polymorphinoidea, del Suborden Lagenina y del Orden Lagenida. Su especie-tipo es Mariella sibirica. Su rango cronoestratigráfico abarca desde el Hauteriviense (Cretácico inferior) hasta el Maastrichtiense (Cretácico superior).

## Discusión
Clasificaciones previas incluían Dainita en la Superfamilia Nodosarioidea.

## Clasificación
Dainita incluye a las siguientes especies:
- Dainita sibirica †
- Dainita tibia †